# Pseudepicausta gibbifrons
Pseudepicausta gibbifrons är en tvåvingeart som först beskrevs av Günther Enderlein 1924.  Pseudepicausta gibbifrons ingår i släktet Pseudepicausta och familjen bredmunsflugor. Inga underarter finns listade i Catalogue of Life.